# جوناثان سلافن
جوناثان سلافن (بالإنجليزية: Jonathan Slavin)‏ هو ممثل أمريكي، ولد في 8 نوفمبر 1969 في الولايات المتحدة.

## أعمال

### أفلام
- (2009) سباق إلى جبل ساحرة[4]
- (2014) ألكسندر واليوم الرهيب، الفظيع، غير الجيد، السيء جدا[5][6]
- (2014) حب ورحمة[7]

## وصلات خارجية
- جوناثان سلافن على موقع IMDb (الإنجليزية)
- جوناثان سلافن على موقع قاعدة بيانات الفيلم (الإنجليزية)